# 400 mètres masculin aux Jeux olympiques de 1908 (athlétisme)
Pour un article plus général, voir Athlétisme aux Jeux olympiques de 1908.
Navigation
Saint Louis 1904 Stockholm 1912
L'épreuve du 400 mètres masculin aux Jeux olympiques de 1908 s'est déroulée les 21, 22, 23  et 25 juillet 1908 au White City Stadium de Londres, au Royaume-Uni. Elle est remportée par le Britannique Wyndham Halswelle lors d'une finale disputée sans adversaire.

## Déroulement de l'épreuve
À l'époque la course ne se déroulait pas en couloir. Lors de la finale du 400 mètres opposant les Américains John Carpenter, William Robbins et John Taylor et le Britannique Wyndham Halswelle, Carpenter gagne mais pendant la course, il empêche Halswelle de le dépasser en se décalant progressivement vers la droite, ce qui était autorisé dans les règles américaines mais pas dans les règles britanniques, alors appliquées. À la suite d'une longue discussion entre officiels américains et britanniques, les juges décident de disqualifier Carpenter et de faire recourir la finale deux jours plus tard sans lui. 
Taylor et Robbins refusent de disputer cette nouvelle course en soutien à leur compatriote. Ainsi, Halswelle remporte la course et devient en 50 secondes champion olympique sans adversaire pour la première et seule fois de l'histoire des Jeux.

## Résultats

### Finale
La finale se déroule initialement le 23 juillet 1908. Après la disqualification de Carpenter, elle est redisputée le 25 juillet 1908
Première course
| Rang | Athlète           | Pays            | Temps   |
| ---- | ----------------- | --------------- | ------- |
| 1    | John Carpenter    | États-Unis      | 47 s 8  |
| 2    | Wyndham Halswelle | Grande-Bretagne | Inconnu |
| 3    | William Robbins   | États-Unis      | Inconnu |
| 4    | John Taylor       | États-Unis      | Inconnu |

Deuxième course
Carpenter n'est pas autorisé à participer à la finale. Par solidarité avec leur compatriote Robbins et Taylor refusent de concourir. Wyndham Halswelle remporte par conséquent la finale en étant le seul participant, pour la seule fois dans l'Histoire des Jeux olympiques.
| Rang          | Athlète           | Pays            | Temps  |
| ------------- | ----------------- | --------------- | ------ |
| Médaille d'or | Wyndham Halswelle | Grande-Bretagne | 50 s 0 |
| —             | William Robbins   | États-Unis      | DNS    |
| —             | John Taylor       | États-Unis      | DNS    |
| —             | John Carpenter    | États-Unis      | DNS    |